# Hîncești (condado)
Hînceşti é um condado (ou distrito) da Moldávia. Sua capital é a cidade de Hînceşti.